# Trioza nigriscutum
Trioza nigriscutum är en insektsart som beskrevs av Leonard D. Tuthill 1945. Trioza nigriscutum ingår i släktet Trioza och familjen spetsbladloppor. Inga underarter finns listade i Catalogue of Life.